# International Student Identity Card
De International Student Identity Card (ISIC) is een identiteitskaart voor voltijds studenten. Het is (anno 2018) de enige studentenkaart die internationaal wordt erkend. De kaart wordt uitgegeven door de ISIC Association, een internationale vereniging zonder winstoogmerk verbonden aan de International Student Travel Confederation (ISTC).

## Geschiedenis van ISIC
De ISIC-kaart werd in 1953 voor het eerst uitgegeven. Het initiatief van de ISIC-kaart kwam van de nationale studentenorganisaties in Noorwegen en Nederland. Tijdens het 3e International Student Conference besloot het Coordinating Secretariat of National Unions of Students (COSEC) of Denmark ISIC te ondersteunen. Dankzij ISIC werd internationaal reizen gemakkelijker en groeide intercultureel begrip. Dit initiatief stimuleerde de mission statement van ISIC: “Increasing international understanding through the promotion of travel and exchange opportunities among students, young people and the academic community.”

## ISIC anno nu
De International Student Identity Card (ISIC) is (anno 2018) de enige internationale erkende studenten-ID ter wereld. De focus van ISIC verschuift van het bieden van flexibele en voordelige vliegtickets, naar een breder portfolio aan kortingen en voordelen voor voltijd studenten. Studenten krijgen korting op reizen, maar ook op andere producten en diensten - zowel nationaal als internationaal. In 2022 werden 2,45 miljoen ISIC-kaarten uitgegeven.
ISIC wordt ondersteund door UNESCO.